# التغذية الورقية
التغذية الورقية هي تقنية لتغذية النباتات عن طريق وضع الأسمدة السائلة مباشرة على الأوراق. النباتات قادرة على امتصاص العناصر الأساسية من خلال أوراقها. يحدث الامتصاص من خلال ثغور النبات وكذلك من خلال بشرتها.  عادة ما يكون النقل أسرع من خلال الثغور، ولكن الامتصاص الكلي قد يكون بنفس القدر عن طريق البشرة.  تمتلك النباتات أيضاً القدرة على امتصاص العناصر الغذائية من خلال لحائها. 
كان يعتقد في وقت سابق أن التغذية الورقية تلحق الضرر بالطماطم، ولكنها أصبحت ممارسة معتادة.